# Platylabus gigas
Platylabus gigas là một loài tò vò trong họ Ichneumonidae.